# 恋をする
「恋をする」（こいをする）は、中島美嘉の42枚目のシングル。2017年2月22日にソニー・ミュージックアソシエイテッドレコーズより発売。

## 概要
表題曲「恋をする」は、2017年1月14日より放映されているDHC「F1スキンケア」CMソングの為に書き下ろされた。ミュージック・ビデオは彼女初の全編ドラマ仕立ての内容となっており、中島は「仕事に奮闘しながら恋をするOL」役を演じている。
カップリング曲である「Foolish」は、本作リリース1ヶ月後の3月22日に発売される8thアルバム『TOUGH』には未収録となる。

## 収録内容
| #  | タイトル                      | 作詞                     | 作曲      | 編曲     |
| -- | ----------------------------- | ------------------------ | --------- | -------- |
| 1. | 「恋をする」                  | いしわたり淳治、中村泰輔 | 中村泰輔  | 中村泰輔 |
| 2. | 「Foolish」                   | 中島美嘉                 | Lori Fine | COLDFEET |
| 3. | 「恋をする ＜Instrumental＞」 | いしわたり淳治、中村泰輔 | 中村泰輔  | 中村泰輔 |

| #  | タイトル                  | 作詞 | 作曲・編曲 | 監督     |
| -- | ------------------------- | ---- | ---------- | -------- |
| 1. | 「恋をする」(MUSIC VIDEO) |      |            | 田所貴司 |